# Vertisol
Vertisol je referenční třída půd v Taxonomickém klasifikačním systému půd České republiky. Vertisoly jsou tmavé těžké půdy, které při vysokém podílu montmorillonitu a působením vody silně nabobtnávají a při vysychání se opět silně smršťují a vytváří se v nich hluboké otevřené trhliny a klínovité pedy se šikmo odkloněnou osou a skluznými plochami (vytvářejí se lesklé povrchy). Vertisoly se vyznačují tmavým tirsovým horizontem.
Do referenční třídy vertisoly náleží půdní typ smonice.

## Smonice SM
Smonice je půda z třetihorních smektitických jílů (montmorillonitů) v mírně zvlněném reliéfu se suchým podnebím. Nadmořská výška jejich výskytu obvykle nepřesahuje 300 m n. m. Protože je smonice extrémně těžká, vyznačuje se výraznými objemovými změnami. Smonice mají vertické znaky (trhliny, klinovité pedy a šikém skluzné plochy); vyznačují se značně mocným (50 až i více než 80 cm) tirsovým humusovým horizontem, který je černý až šedočerný a jedná se výborný mull podobný černozemnímu. Na přechodu do substrátu dochází k pozvolnému výskytu karbonátů. Smonice jsou chemicky příznivé, fyzikálně naopak silně nepříznivé.
Původní vegetací jsou teplomilné doubravy. Hlavním půdotvorným procesem je výrazná humifikace a vertisol-efekt, který spočívá v samomulčovací schopnosti půdního povrchu (rozpad zeminy na výrazné drobné strukturní elementy).
Stratigrafie půdního profilu: Ap – As – As/Ck
V České republice nalezneme smonice pouze v severozápadních Čechách a na jižní Moravě.